# Pat Metheny
Patrick Bruce "Pat" Metheny (født 12. august 1954 i Missouri, USA) er en amerikansk guitarist, komponist og bandleder.
Methenys gennembrud var som teenager med vibrafonisten Gary Burtons kvartet først i 1970'erne.  Derefter spillede han som sideman hos pianisten Paul Bley, og andre mindre kendte musikere.
I 1975 dannede han sin første trio som leder, med bassisten Jaco Pastorius og trommeslageren Bob Moses. De indspillede debut lp'en Bright Size life, som i dag er en
klassiker i fusionsmusikken.
Metheny mødte i 1977 pianisten Lyle Mays, med hvem han dannede en ny gruppe, og indspillede med skiftende besætning, bortset fra Mays, en række plader på pladeselskabet ECM.
I 1987 skiftede Pat Metheny Group pladeselskab til Geffen Records, og indspillede lp'en Still Life Talking, som blev en banebrydende plade, med brasiliansk inspiration. Gruppe indspillede en lang række plader som alle i dag er klassiskere, f.eks. Letter From Home. Bortset fra enkelte soloprojekter og indspilninger med andre, er Metheny stadig aktiv med gruppen på jazzscenen verden over. 
Metheny har ligeledes spillet og indspillet med Ornette Coleman, Roy Haynes, Dave Holland, Chick Corea, Jack DeJohnette, John Scofield, Herbie Hancock, Dewey Redman, Billy Higgins, Charlie Haden, Michael Brecker, Ed Blackwell og Joni Mitchell.

## Diskografi

### ECM
- Bright Size Life
- Pat Metheny Group
- Water Colors
- American Garage
- First Circle
- As Wichita falls, so falls Whichita
- 80/81
- Travels
- Offramp
- Rejoicing – med Billy Higgins og Charlie Haden

### Geffen
- Still Life (Talking)
- Letter from Home
- Secret Story
- We Live Here
- Questions and Answer – med Roy Haynes og Dave Holland
- The Road to You- Live